# Федерико Саис
Федерико Саис (на испански: Federico Sáiz) е испански футболист, полузащитник.

## Кариера
По време на кариерата си играе за Депортиво Алавес, Реал Сосиедад и Севиля. Има 3 мача за националния отбор на Испания през 1934 г. и играе на Мондиал 1934 г.